# 贾穆里亚
贾穆里亚（Jamuria），是印度西孟加拉邦Barddhaman县的一个城镇。总人口129456（2001年）。

## 人口
该地2001年总人口129456人，其中男性68741人，女性60715人；0—6岁人口17612人，其中男8949人，女8663人；识字率57.93%，其中男性为67.33%，女性为47.29%。